# Tobiaans
Het Tobiaans (of Hatobohei, ook wel kortweg Tobi genoemd) is een taal die door een dertigtal mensen wordt gesproken op het eilandje Tobi, helemaal in het zuiden van de Oceanische eilandenstaat Palau. Het Tobi wordt ook, zij het minder, gesproken op de Zuidwest-Eilanden (Helen Reef, Fana, Pulo Anna, Merir en Sonsorol). Nog geen dertig mensen over heel de wereld spreken het Tobiaans. Daarmee is het Tobiaans zowat de minst gesproken taal ter wereld.
De taal heeft heel wat gelijkenissen met het Sonsorolees, een taal die gesproken wordt op een kleine eilandengroep even naar het noorden, eveneens in Palau. Het Tobi en het Sonsorolees hebben echter meer met het Yapees en het Chuukees gemeen dan met het Palauaans.

## Voorbeelden
- dier = mar
- kokospalm = ruh
- tot ziens = sabuho
- taal = ramarih
- soldaatvis = red

### Telwoorden
- een = sewo
- twee = huwou
- drie = soruo
- vier = fauwo